# Лиманка (Советский район)
Лима́нка (до 1948 года Тохтаба́, Ток-Таба́; укр. Лиманка, крымскотат. Toq Taba, Токъ Таба) — исчезнувшее село в Советском районе Республики Крым, располагавшееся на северо-востоке района, в степной части Крыма, примерно в 3,5 км к востоку от современного села Урожайное.

## История
Первое документальное упоминание села встречается в Камеральном Описании Крыма… 1784 года, судя по которому, в последний период Крымского ханства Ток-Тебя входил в Старо-Крымский кадылык Кефинскаго каймаканства. После присоединения Крыма к России (8) 19 апреля 1783 года, (8) 19 февраля 1784 года, именным указом Екатерины II сенату, на территории бывшего Крымского Ханства была образована Таврическая область и деревня была приписана к Левкопольскому, а после ликвидации в 1787 году Левкопольского — к Феодосийскому уезду Таврической области. После Павловских реформ, с 1796 по 1802 год, входила в Акмечетский уезд Новороссийской губернии. По новому административному делению, после создания 8 (20) октября 1802 года Таврической губернии, Тохтаба был включён в состав Байрачской волости Феодосийского уезда.
По Ведомости о числе селении, названиях оных, в них дворов… состоящих в Феодосийском уезде от 14 октября 1805 года , в деревне Токтаба числилось 11 дворов и 86 жителей крымских татар. На военно-топографической карте генерал-майора Мухина 1817 года деревня Так тобе обозначена с 13 дворами. После реформы волостного деления 1829 года Тохтаба, согласно «Ведомости о казённых волостях Таврической губернии 1829 года», отнесли к Учкуйской волости (переименованной из Байрачской). На карте 1836 года в деревне 9 дворов, а на карте 1842 года Тохтаба обозначен условным знаком «малая деревня», то есть, менее 5 дворов.
В 1860-х годах, после земской реформы Александра II, деревню приписали к Шейих-Монахской волости. Согласно «Памятной книжке Таврической губернии за 1867 год», деревня Токтаба была покинута жителями в 1860—1864 годах, в результате эмиграции крымских татар, особенно массовой после Крымской войны 1853—1856 годов, в Турцию и заселена русскими и татарами. Согласно «Списку населённых мест Таврической губернии по сведениям 1864 года», составленному по результатам VIII ревизии 1864 года, Тохтаба — владельческая русская и татарская деревня с 16 дворами, 50 жителями и мечетью при колодцах. По обследованиям профессора А. Н. Козловского начала 1860-х годов, в селении «кроме солонцеватой воды из колодцев глубиною 2—4 сажени (от 4 до 8,5 м) другой воды не имеется». На трёхверстовой карте Шуберта 1865—1876 года деревня Тохтаба обозначена с 4 дворами. По «Памятной книге Таврической губернии 1889 года», по результатам Х ревизии 1887 года, вместе в двух деревнях Мушай и Тохтаба числилось 57 дворов и 316 жителей.
После земской реформы 1890-х годов деревню приписали к Цюрихтальской волости. По «…Памятной книжке Таврической губернии на 1892 год» в безземельной деревне Тохтабе, не входившей ни в одно сельское общество, числилось 92 жителя, домохозяйств не имеющих. На верстовой карте Крыма 1896 года в селении обозначено 36 дворов с татарским населением. По «…Памятной книжке Таврической губернии на 1902 год» в деревне Тахтаба, находившейся в частном владении, числилось 211 жителей в 50 домохозяйствах. По Статистическому справочнику Таврической губернии. Ч.II-я. Статистический очерк, выпуск пятый Феодосийский уезд, 1915 год, в деревне Тохтаба (на земле владельцев-татар) Цюрихтальской волости Феодосийского уезда числилось 32 двора (все дворы безземельные) с татарским населением в количестве 32 человек приписных жителей и 242 «посторонних», из которых 143 мужчины и 131 женщина. Жители землёй не владели, в примечании указано, что у владельцев при селении было 1555 десятинами удобной земли. В хозяйствах имелось 97 лошадей, 30 волов, 50 коров и 200 голов овец, свиней, или коз.
После установления в Крыму Советской власти, по постановлению Крымревкома № 206 «Об изменении административных границ» от 8 января 1921 года была упразднена волостная система и село вошло в состав Ичкинского района Феодосийского уезда, а в 1922 году уезды получили название округов. 11 октября 1923 года, согласно постановлению ВЦИК, в административное деление Крымской АССР были внесены изменения, в результате которых округа были отменены, Ичкинский район упразднили, включив в состав Феодосийского в состав которого включили и село. Согласно Списку населённых пунктов Крымской АССР по Всесоюзной переписи 17 декабря 1926 года, в селе Тохтаба, Ичкинского сельсовета Феодосийского района, числился 61 двор, из них 58 крестьянских, население составляло 235 человек, из них 208 татар, 20 русских, 7 немцев, действовала татарская школа I ступени (пятилетка). Постановлением ВЦИК «О реорганизации сети районов Крымской АССР» от 30 октября 1930 года Феодосийский район был упразднён и был создан Сейтлерский район (по другим сведениям 15 сентября 1931 года), в который включили село, а с образованием в 1935 году Ичкинского — в состав нового района. По данным всесоюзной переписи населения 1939 года в селе проживало 285 человек.
В 1944 году, после освобождения Крыма от фашистов, согласно постановлению ГКО № 5859 от 11 мая 1944 года, 18 мая крымские татары были депортированы в Среднюю Азию. С 25 июня 1946 года селение в составе Крымской области РСФСР. Указом Президиума Верховного Совета РСФСР от 18 мая 1948 года, Тох-Табу переименовали в Лиманку. 26 апреля 1954 года Крымская область была передана из состава РСФСР в состав УССР. Время включения Урожайновский сельсовет пока не установлено: на 15 июня 1960 года село уже числилось в его составе. Указом Президиума Верховного Совета УССР «Об укрупнении сельских районов Крымской области», от 30 декабря 1962 года Советский район был упразднён и село присоединили к Нижнегорскому. 8 декабря 1966 года Советский район был восстановлен и село вновь включили в его состав. Ликвидировано между 1 июня 1977 года, поскольку на эту дату Лиманка ещё числилось в составе Урожайновского сельсовета и 1984 годом, поскольку в постановлениях о ликвидации, опубликованных позже, не значится.

### Динамика численности населения
| - 1805 год — 86 чел. - 1864 год — 50 чел. - 1889 год — 316 чел. - 1892 год — 92 чел. | - 1900 год — 211 чел. - 1915 год — 326/20 чел. - 1926 год — 235 чел. - 1939 год — 285 чел. |